# Это фишка Джерси
«Это фишка Джерси» (англ. It’s a Jersey Thing) — эпизод 1409 (№ 204) сериала «Южный парк», премьера которого состоялась 13 октября 2010 года.
Эпизод посвящен вторжению в Южный Парк джерсийцев, основанных на персонажах реалити-шоу MTV «Jersey Shore» и сериала «Настоящие домохозяйки Нью-Джерси» с американского телеканала Bravo. 

## Сюжет
В дом по соседству с Маршами поселяется семья из Нью-Джерси. Те выглядят необычно — имеют неестественный оранжевый загар, безвкусные причёски и одежду. Когда гости из Нью-Джерси были приглашены на ужин к Маршам, оказалось, что те используют ненормативную лексику, а также склонны к скандалам и истерикам.
К своему ужасу, жители Южного Парка обнаружили, что с каждым днём людей из Нью-Джерси становится всё больше. Рэнди Марш организует собрание, где раскрывает планы штата Нью-Джерси по захвату США.
В это время Шейла Брофловски раскрывает свою тайну, что она также родом из Нью-Джерси, и первые 2 месяца беременности Кайлом жила в Ньюарке. Картман снова начинает издевательства над Кайлом, но Стэн и Кенни его не поддерживают.
В баре, что стоит на окраине города, жители Южного Парка обнаруживают странное существо из Нью-Джерси, называющее себя «Снуки» (пародия на одну из участниц телепередачи «Пляж», Николь «Снуки» Полиззи). Существо пытается изнасиловать Стивена Стотча, но, напуганное выстрелами из ружья, убегает через окно.
После этого Рэнди записывает обращение к Аль-Каиде с просьбой о помощи, мотивируя это тем, что Нью-Джерси со временем доберётся и до Ближнего Востока. Усама бен Ладен пришёл на помощь, обрушив на толпу из Джерси самолёты со смертниками.
В то же время Картман зовёт Кайла в ресторан «Сиззлер», надеясь заманить того в ловушку. Но в холодильнике, куда Картман планировал запереть Кайла, оказалась Снуки. Снуки попыталась изнасиловать Картмана, но Кайл спасает его, перевоплотившись в человека из Джерси. Снуки снова убежала через окно.
В это время Усама бен Ладена убивают войска специального назначения, когда того награждали в мэрии Южного Парка.

## Реакция
Премьера эпизода собрала 3,2 миллиона зрителей, в различных обзорах эпизод имеет крайне положительные отзывы.

## Пародии
- Серия пародирует реалити-шоу Jersey Shore и The Real Housewives of New Jersey.
- Эпизод, когда Кайл «перевоплощается» в подростка из Джерси, схож с эпизодом из фильма «Волчонок», и вообще в ироническом ключе обыгрывает киновоплощения трансформации человека в оборотня.
- Момент, когда Рэнди целует бен Ладена, является пародией на поцелуй Иуды.

## Факты
- В этой серии Кайл в очередной раз снимает свою ушанку.
- В этой серии появляется Усама бен Ладен, хотя в серии «У Усамы бен Ладена вонючие штаны» он погиб.
- На угнанных смертниками самолётах турецкие флаги.
- В этой серии после долгого отсутствия появляются Дог Пу, Стюарт Маккормик, Билл, Терренс и Фосси.
- Когда Кайл бреет брови, они у него становятся как у Картмана.
- Когда Шейла рассказывает о прошлом в Джерси, на второй фотографии видно, что на ней надет крест. Хотя, возможно, это просто украшение, а не свидетельство её крещения.